# Fabio Perini
Fabio Perini (Vorno, 1940) è un imprenditore e inventore italiano, fondatore dei cantieri navali Perini Navi (1983), dell'industria metalmeccanica Fabio Perini S.p.A. (1966) e di Faper Group S.p.A. (2001). È inoltre Presidente Onorario e fondatore di Futura S.p.A e fondatore del Perini Business Park.
È stato nominato Cavaliere del Lavoro nel 1991 e nel 2007 ha vinto il premio Leonardo Qualità Italia..
Le sue capacità inventive gli hanno permesso di creare attività leader mondiali nei campi della nautica e della metalmeccanica basate sull'innovazione dei suoi brevetti .

## Biografia

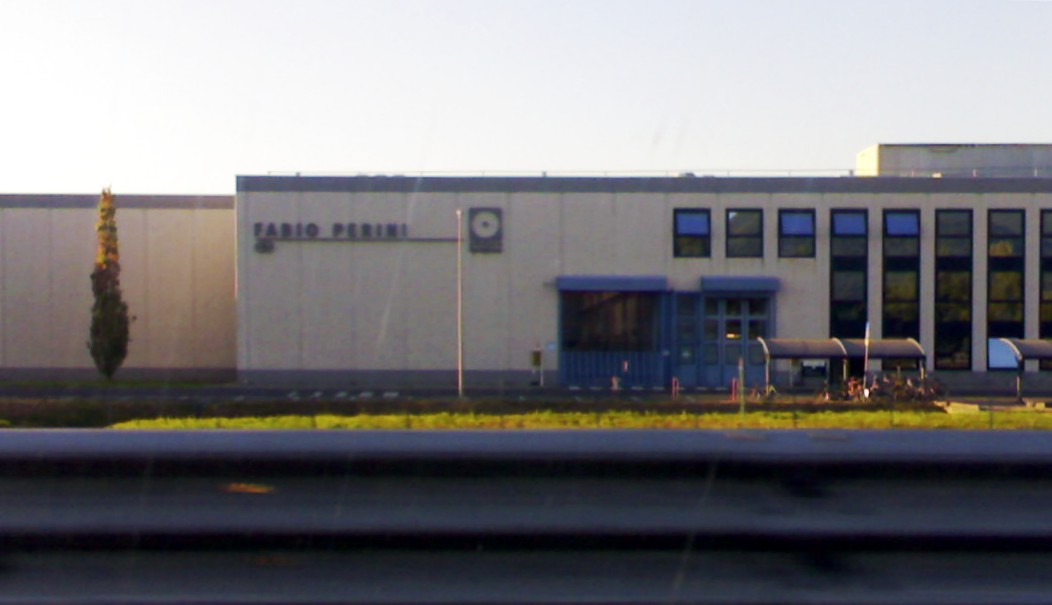
Gli stabilimenti Fabio Perini S.p.A.

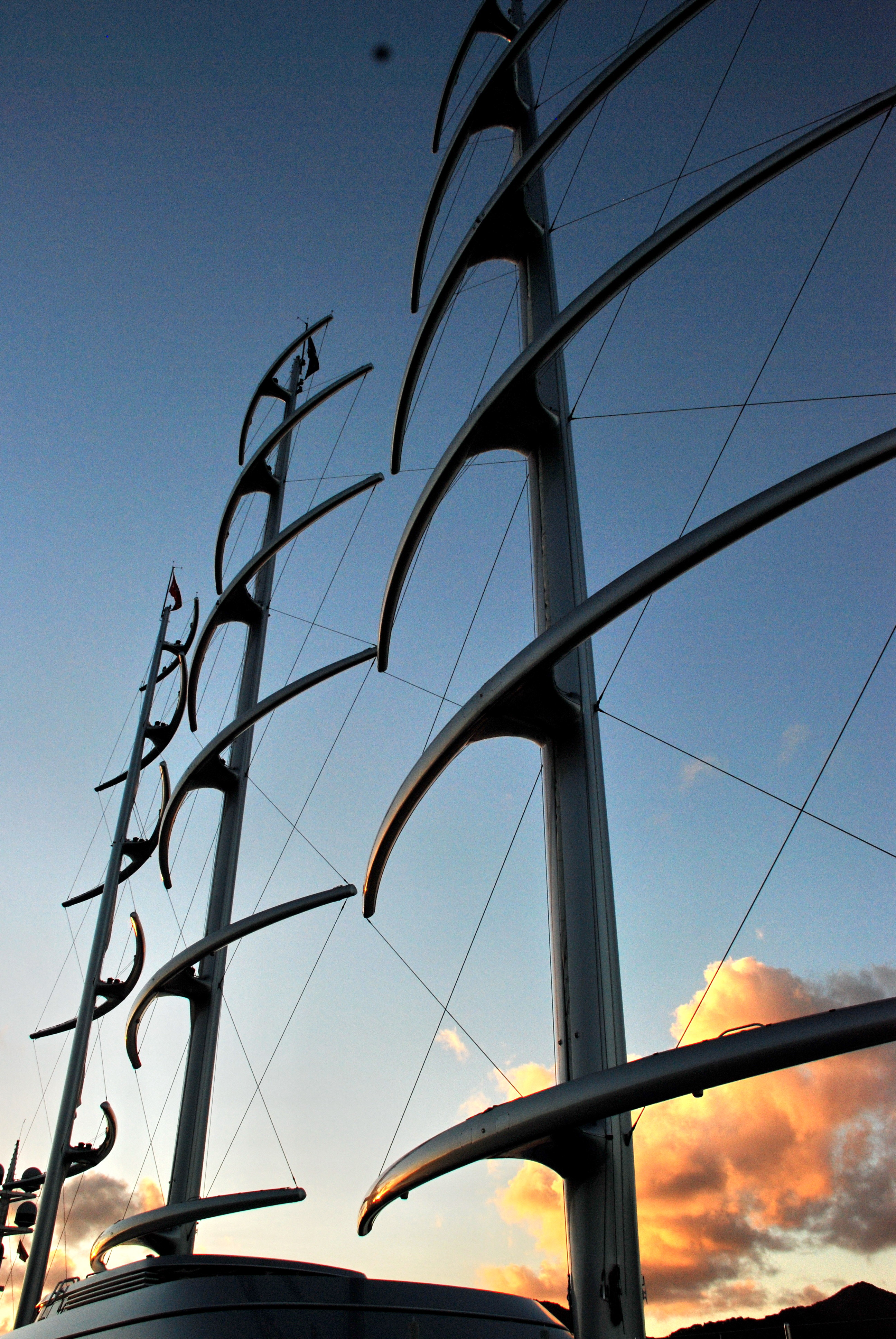
Gli alberi del Maltese Falcon Perini Navi

Fabio Perini è nato nel 1940 a Vorno (Lucca) in Toscana da una famiglia di imprenditori cartari.
La sua attività imprenditoriale inizia nel mondo dell'industria cartaria, settore di grande rilevanza nel territorio lucchese. Ad appena 20 anni, nel 1960, brevetta un macchinario per il taglio automatico della carta "tissue".

### Fabio Perini S.p.A. (1966 - 1994)
Nel 1966 fonda a Lucca la Fabio Perini S.p.A, un'azienda metalmeccanica che progetta e produce macchinari per l'industria cartaria.
L'azienda sviluppa macchinari innovativi nel campo della trasformazione della carta, ottenendo un successo crescente che la porta a mutarsi, nel 1973, in una Società per Azioni. La Fabio Perini S.p.A. si espande diventando un gruppo multinazionale con sedi in tre continenti, un leader mondiale capace di coprire il 75% del mercato dei macchinari per la trasformazione della carta tissue. A partire dagli anni Settanta, infatti, Fabio Perini crea una rete internazionale di aziende: Perini France (1974), Perini Brazil (1975), Perini Deutschland (1976), Perini America (1978), Perini UK (1984), Perini Japan (1984), Perini Hong Kong (1985) e Perini Central America (1990).
Nel 1994 cede la società al gruppo metalmeccanico Tedesco Körber PaperLink e da quella data non ha più rapporti con la società.

### Perini Navi (1983 - )
All'inizio degli anni ottanta Fabio Perini, partendo dalla propria passione per la nautica, dà inizio ad una nuova attività imprenditoriale fondando i cantieri navali Perini Navi con l'obiettivo di progettare e costruire grandi superyacht a vela.
L'innovazione e i brevetti originali sono nuovamente la chiave di volta: studiando i sistemi delle macchine per la carta e trasferendoli nel settore della nautica, Perini inventa un sistema che permette di comandare grandi imbarcazioni (oltre i 40 metri) ad equipaggi ridotti. I principi su cui si basava la rivoluzione Perini Navi erano tre:
- Controllo automatico delle vele grazie all’invenzione del captive reel winch, un sistema di avvolgimento delle scotte e delle drizze su tamburi orizzontali controllati da motori elettrici o idraulici, e dotati di sensori elettronici in grado di percepire condizioni di carico eccessivo, scaricando il vento dalle vele e proteggendo quindi barca ed equipaggio da potenziali errori di manovra
- Comfort interno paragonabile a quello dei motor yacht, con ampi spazi vivibili all’interno della tuga e tutta la zona notte sottocoperta
- Introduzione per la prima volta di un flying bridge su una barca a vela, per ottimizzare la visibilità sotto vela e permettere ad ospiti e armatore di godere la navigazione all’aperto

La Perini Navi dal 1983 ha varato 52 navi diventando l'azienda leader mondiale nella progettazione e nella costruzione di grandi navi a vela (ketch e sloop) di lusso (63% del mercato mondiale dei 40+ nel 2002).
Nel maggio 2017 la famiglia Tabacchi entra in Perini Navi e ne assume la gestione operativa e strategica, oltre alla proprietà del 100% in più fasi.
Nel dicembre 2021 la Perini Navi è stata rilevata da The Italian Sea Group.

### Perini Business Park (1999 - )
In Brasile, a Joinville, Fabio Perini ha lanciato il Perini Business Park, il più grande parco tecnologico-industriale del Sud America. Per avviare il suo nuovo progetto, fonda Perville, impresa edile che seguirà la realizzazione del Parco Perini. 
Due decenni dopo Perville si è assicurata un portafoglio di oltre 100 installazioni in vari spazi industriali.

### Faper Group S.p.A. (2001 - )
Faper Group è stato fondato da Fabio Perini nel 2001 e opera dalla sede di Viareggio. Nato come riferimento aggregatore per il settore della meccanica innovativa tissue, oggi è specializzato in soluzioni ingegneristiche per la carta “tissue”, sistemi di sterilizzazione e real-estate. Dal 2009 è guidato dal CEO Fabio Boschi.

### Futura Converting (2003 - )
Nel 2003 Fabio Perini, dopo aver venduto l'azienda omonima alla tedesca Körber, riparte nel settore delle macchine industriali per il tissue con la nuova azienda metalmeccanica Futura. L'azienda sviluppa nuovi brevetti che gli permettono di produrre macchinari innovativi, diventando sotto la guida di Perini una delle aziende leader del settore.
Oggi Futura insieme a Perini Navi, Picchiotti e Cisa fa parte del Gruppo Faper.

## Premi e riconoscimenti
- 2004 - Superyacht Society Award for Leadership [18]
- 2007 - Premio Capital Imprenditore dell'anno 2007 per la Toscana e l'Umbria [19]
- 2007 - Premio Leonardo Qualità Italiana come fondatore della Perini Navi. Il premio è stato consegnato a Fabio Perini dal Presidente della Repubblica Italiana Giorgio Napolitano[20].
- 2008 - Premio Speciale per la Promozione della Vela dalla giuria del Velista Dell'Anno Audi [21].